# Michael Phillips (político australiano)
Michael Thomas Phillips (c. 1851 - 22 de febrero de 1905) fue un político australiano.

## Biografía
Nació en Hartley, hijo del posadero Patrick Phillips y Sarah Walsh. Fue abogado, trabajando en Molong (1877-1885) y Cowra (1885-1905). Alrededor de 1880 se casó con Elizabeth Agnes Finn en Canowindra; tuvieron nueve hijos. 
En 1896 fue elegido en una elección parcial para la Asamblea Legislativa de Nueva Gales del Sur como miembro del Partido Proteccionista por Cowra, pero se retiró en las siguientes elecciones en 1898. Phillips falleció en Cowra en 1905.